# Courtenay Becker-Dey
Courtenay Compton Becker-Dey (Greenwich, 27 de abril de 1965) es una deportista estadounidense que compitió en vela en la clase Europe. 
Participó en os Juegos Olímpicos de Verano, en los años 1996 y 2000, obteniendo una medalla de bronce en Atlanta 1996, en la clase Europe. Ganó una medalla de plata en el Campeonato Mundial de Europe de 1989.

## Palmarés internacional
| \| Juegos Olímpicos \| Juegos Olímpicos \| Juegos Olímpicos \| Juegos Olímpicos \| \| Año \| Lugar \| Medalla \| Clase \| \| ------------------ \| ------------------------ \| ----------------- \| ---------------- \| \| 1996 \| Atlanta (Estados Unidos) \| Medalla de bronce \| Europe \| \| Campeonato Mundial \| \| \| \| \| Año \| Lugar \| Medalla \| Clase \| \| 1989 \| Oxelösund (Suecia) \| Medalla de plata \| Europe \| |                          |                   |        |
| Juegos Olímpicos |                          |                   |        |
| Año | Lugar                    | Medalla           | Clase  |
| 1996 | Atlanta (Estados Unidos) | Medalla de bronce | Europe |
| Campeonato Mundial |                          |                   |        |
| Año | Lugar                    | Medalla           | Clase  |
| 1989 | Oxelösund (Suecia)       | Medalla de plata  | Europe |